# Gavotí jaspiat americà
El gavotí jaspiat americà (Brachyramphus marmoratus) és una espècie d'ocell de la família dels àlcids (Alcidae) conegut en altres idiomes com "gavotí marbrenc" (Ang: Marbled Murrelet, Fra: Guillemot marbré).

## Morfologia
- Petit gavotí, amb uns 25 cm de llarg i 190 – 250 grams de pes.
- En estiu parts superior de color bru fosc amb un barrat ocraci al dors i gropa. Parts inferiors blanques amb taques negres i barrades.
- En plomatge d'hivern clatell i anell ocular blanc.
- Bec llarg i fi de color negre. Potes rosades.

## Hàbitat i distribució
Pelàgic i costaner, habitualment cria a les altes branques de coníferes, a boscos costaners i ocasionalment a terra des de les illes Aleutianes cap a l'est, per la costa sud d'Alaska, Canadà i els Estats Units fins al nord de Califòrnia.